# Bülow (bei Crivitz)
Bülow település Németországban, Mecklenburg-Elő-Pomeránia tartományban. Lakosainak száma 323 fő (2023. december 31.).

## Népesség
A település népességének változása:
| Lakosok száma | 334  | 323  | 335  | 328  | 323  |
|               | 2017 | 2019 | 2021 | 2022 | 2023 |